# Szató Maszaki
Szató Maszaki (佐藤優樹; Hokkaidó, 1999. május 7. –) japán énekesnő és színésznő. A Morning Musume J-pop együttes 10. generációs tagja.

## Élete
Szató Maszaki 1999. május 7-én született Hokkaidóban.

### 2011
2011. szeptember 29-én csatlakozott a Morning Musuméhez a csapat tizedik generációs tagjaként Iikubo Harunával, Isida Ajumival, valamit a korábbi Hello! Pro Kenshuusei taggal, Kudó Harukával együtt.
A 10. generáció hivatalos bemutatására ugyanazon a napon került sor, amikor a “Morning Musume Concert Tour 2011 Aki Ai Believe ~Takahashi Ai Graduation Memory Special~” koncerten bemutatták őket új tagokként.

### 2012
2012. október 10-én bejelentették, hogy Ikuta Erina, Isida Ajumi és Takeucsi Akari mellett a Harvest tagja lesz.

### 2013
2013. július 23-án jelentették be, hogy a Jurin tagja lesz Mijamoto Karin mellett.

### 2014
2014. március 13-án Kacuta Rina és  Uemura Akari mellett egy újonnan alakult unit, a Sato no Akari tagja lett.

### 2016
2016-ban porcorongsérvet diagnosztizáltak nála, így kimaradt a csapat ANGERME-vel közös karácsonyi koncertjéből.

### 2017
2017 januárjában bejelentették, hogy porckorongsérve miatt szünetelteti csapattagságát, hiszen állapota miatt nem vehet részt semmilyen fizikai megterheléssel járó programon. A hiátus március 18-án ért véget, így a csapat március 8-án megjelenő 63. kislemezén Maszaki nem szerepelt.

### 2021
2021 december 13-án kilép a Morning Musuméből IBS miatt.

## Diszkográfia

### Albumok
- 2012 szeptember 12.: 13 Colorful Character
- 2014 október 29.: 14 Shō ~The Message~

### DVD
- Greeting: Satō Masaki (Greeting 〜佐藤優樹〜?)

## Filmográfia

### Sorozatok
Sūgaku Joshi Gakuen (数学♥女子学園) (2012)

## Bibliográfia

### Fotókönyvek
- Sankaku no Glass (三角の硝子) (2018. október 6.)

## Fordítás
- Ez a szócikk részben vagy egészben  a   Masaki Satō című angol Wikipédia-szócikk fordításán alapul.  Az eredeti cikk szerkesztőit annak laptörténete sorolja fel. Ez a jelzés csupán a megfogalmazás eredetét és a szerzői jogokat jelzi, nem szolgál a cikkben szereplő információk forrásmegjelöléseként.